# Alison Etheridge

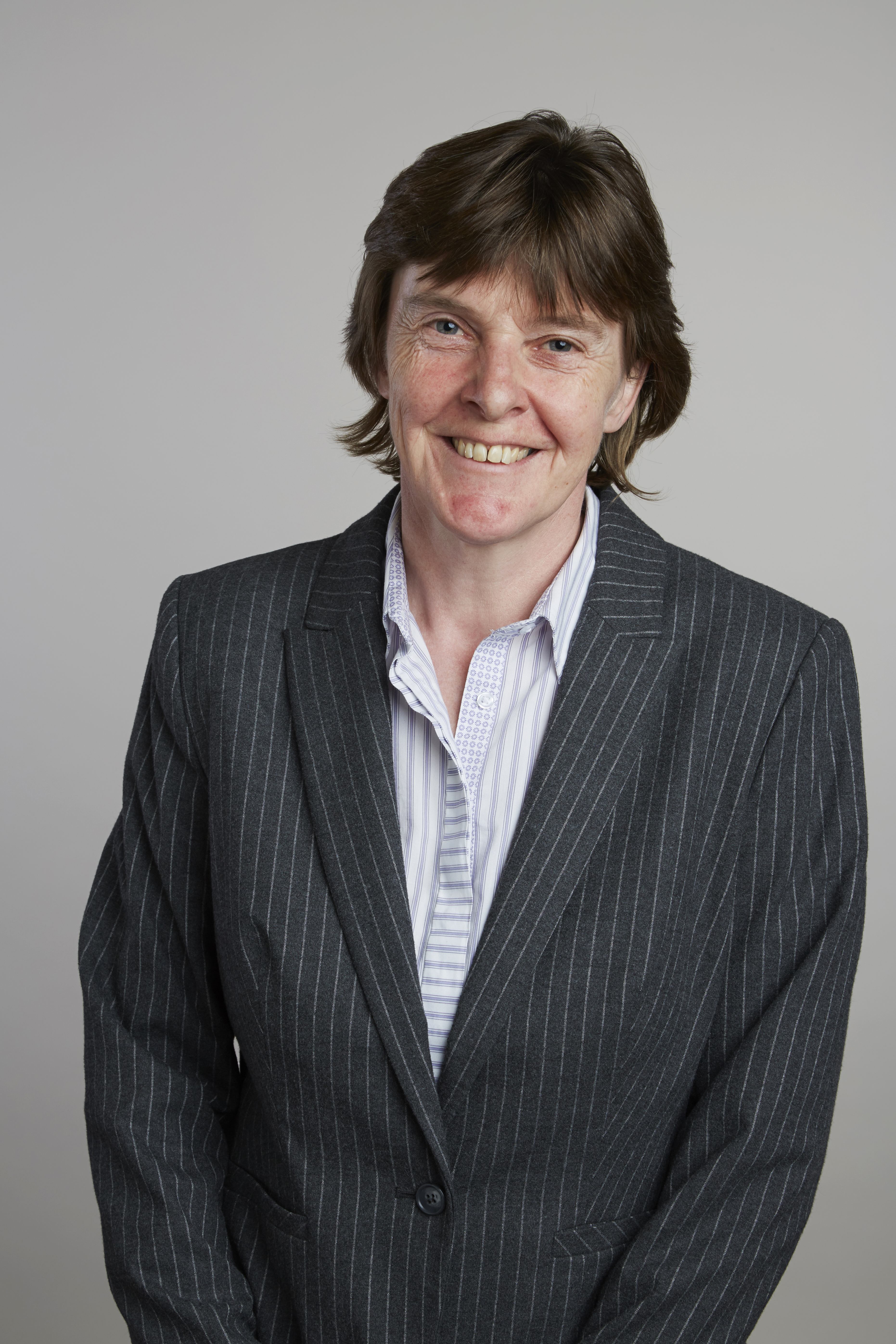
Alison Etheridge (2015)

Alison Mary Etheridge (* 27. April 1964 in Wolverhampton) ist eine britische Mathematikerin am Department of Statistics der University of Oxford

## Leben und Wirken
Etheridge studierte in Oxford Mathematik. Ihren Ph.D. erwarb sie 1989 mit der Arbeit Asymptotic Behaviour of Some Measure-Valued Diffusions bei David Albert Edwards an der Universität Oxford und an der McGill University (Montreal, Kanada). Sie arbeitete an der University of Cambridge, an der University of California, Berkeley, an der University of Edinburgh und an der Queen Mary University of London, bevor sie 1997 nach Oxford zurückkehrte. Hier hat sie (Stand 2023) eine Professur für Wahrscheinlichkeitstheorie (Professor of Probability) inne.
Etheridge arbeitet auf dem gesamten Feld der Wahrscheinlichkeitstheorie, von abstrakten mathematischen Problemen bis zu konkreten Anwendungen. Jüngere Arbeiten befassen sich mit der Wechselwirkung von Ökologie und Genetik, insbesondere mit mathematischen Modellen zur Beschreibung der genetischen Diversität räumlich getrennter Populationen.
Laut Google Scholar hat Etheridge einen h-Index von 30, laut Datenbank Scopus einen von 20 (jeweils Stand November 2023). Zu ihren Schülerinnen zählt Anja Karin Sturm.
Alison Etheridge ist mit dem Mathematiker Lionel Mason verheiratet.

## Auszeichnungen (Auswahl)
- 2015 Fellow der Royal Society[6]
- 2017 Officer des Order of the British Empire (OBE)[7]
- 2017 Präsidentin des Institute of Mathematical Statistics[8]
- 2017 Senior Anne Bennett Prize der London Mathematical Society[9]
- 2018/19 Ehrendoktorat der University of Edinburgh[10]
- 2023 Mitglied der American Academy of Arts and Sciences[11]
- 2023 Mitglied der National Academy of Sciences[3]